# Karin Huppertz

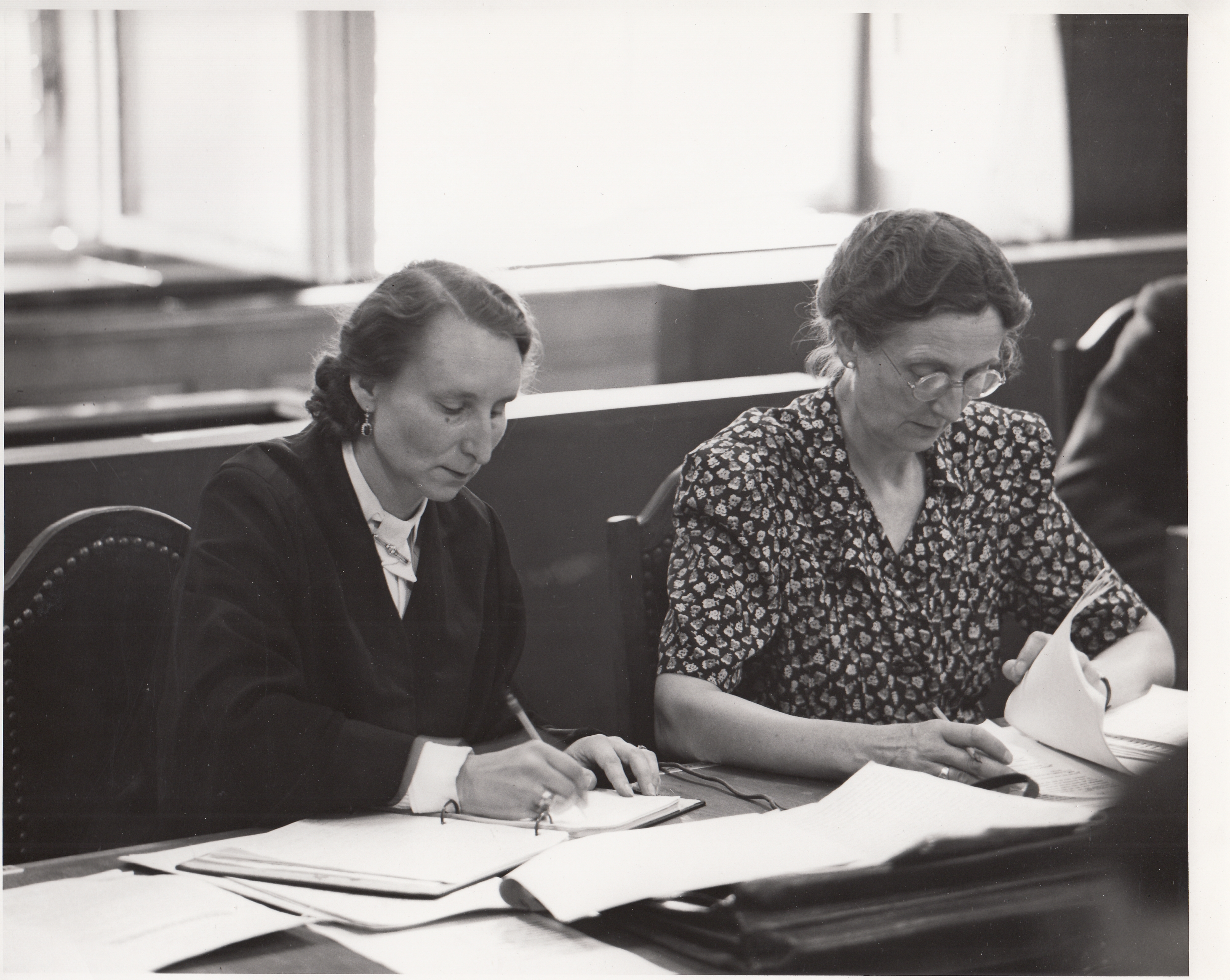
Karen Huppertz (rechts) mit Anwältin Agnes Nath-Schreiber, Geschworene Ärzteprozess Nürnberg, 1947

Karin Huppertz (* 24. Mai 1894 in Pirmasens; † 19. Mai 1978 in München) war eine deutsche Krankenschwester. Sie war Mitglied der NS-Schwesternschaft, Geschäftsführerin des Fachausschusses für Schwesternwesen in der Arbeitsgemeinschaft der freien Wohlfahrtspflege und Schriftleiterin der von der Fachschaft herausgegebenen Fachzeitschrift sowie des Jahrbuchs der Krankenpflege während der Zeit des Nationalsozialismus.

## Jugend und Berufslaufbahn bis 1930
Karin Maria Helena Karolina Huppertz wurde am 24. Mai 1894 als Tochter des Bauunternehmers und Architekten Wilhelm Huppertz und seiner Frau Paula in Pirmasens geboren. Nach ihren eigenen Angaben wurde Huppertz als Dolmetscherin und Krankenschwester ausgebildet. Während des Ersten Weltkrieges war sie als Kriegskrankenschwester eingesetzt und arbeitete anschließend wieder in Pirmasens. Sie übersiedelte zu einem unbekannten Zeitpunkt nach Berlin.

## Tätigkeiten während der Zeit des Nationalsozialismus
Der Dachverband der Reichsfachschaft deutscher Schwestern und Pflegerinnen, dem die Caritas, die Diakoniegemeinschaft, die Rotkreuzschwesterngemeinschaft, die Berufsgenossenschaft freier Schwestern und die NS-Schwesternschaft angehörten, wurde 1936 zum Fachausschuss für Schwesternwesen in der Arbeitsgemeinschaft der freien Wohlfahrtspflege umbenannt und hatte die Aufgabe, alle überverbandlichen Fragen des Krankenpflegewesens zu bearbeiten. Die Leitung des Ausschusses übernahm Erich Hilgenfeldt in Zusammenarbeit mit der Reichsfrauenführerin Gertrud Scholtz-Klink. Die Geschäftsführung wurde der in der NS-Schwesternschaft organisierten Huppertz übertragen. Somit erhielt Huppert entscheidenden Einfluss auf die Entwicklung des Pflegeberufs, dessen ethische Positionierung während des nationalsozialistischen Regimes und die Berufsausbildung. Sie trieb die Novellierung des Krankenpflegegesetzes voran und entwarf 1940 in Zusammenarbeit mit Hans Harmsen das Krankenpflegeleistungsbuch, das der Vereinheitlichung des Niveaus der Krankenpflegeschulen diente. Huppertz trat zum 1. Mai 1937 der NSDAP bei (Mitgliedsnummer 4.691.053).
Als Geschäftsführerin des Ausschusses arbeitete Huppertz an der Fachzeitschrift Die Deutsche Schwester mit. Die Zeitschrift war nach der zwangsweisen Einstellung aller anderen Fachzeitschriften für Krankenpflege bis Ende 1933 als Amtliche Zeitschrift der Reichsfachschaft Deutscher Schwestern entstanden, 1936 wurde sie umbenannt. Der Reichsgesundheitsführer Leonardo Conti und Scholtz-Klink übertrugen Huppertz die Hauptschriftleitung der Zeitschrift. Zusätzlich wurde Huppertz von 1938 bis 1942 zur Schriftleiterin des Jahrbuches für Krankenpflege und ab 1940 auch für das Jahrbuch für Säuglings- und Kinderschwestern ernannt. Ihr oblag damit die redaktionelle Verantwortung für alle innerhalb der Zeit des Nationalsozialismus erschienenen berufspolitischen Schriften. 1940 war sie Mitautorin des Buches Leitfaden für Berufserziehung in Krankenpflegeschulen.

## Leben nach 1945
Huppertz wurde am 3. Februar 1948 wegen „Nichtregistrierung“ ihrer NSDAP-Mitgliedschaft zu einer Geldstrafe verurteilt, sie zog im September 1949 nach Bretten, ehe sie 1950 erst nach München und im Oktober 1951 dann nach Coburg umzog. 1953 kehrte sie nach München zurück, arbeitete dort an der Hirsch-Klinik und war ab 1954 oder Anfang 1955 arbeitslos gemeldet. Im Frühjahr 1955 heiratete sie den 1954 aus dem Gefängnis freigelassenen Oskar Schröder, den ehemaligen Chef des Sanitätswesens der deutschen Luftwaffe, der im Nürnberger Ärzteprozess wegen Verbrechen an der Menschlichkeit verurteilt worden war. Huppertz starb am 19. Mai 1978 in München.